# سكرينة يابانية
سكرينة يابانية أو الكومبو (الاسم العلمي:Saccharina japonica) هي نوع من الطلائعيات تتبع جنس السكرينة من الفصيلة اللامينارية.

## معرض صور

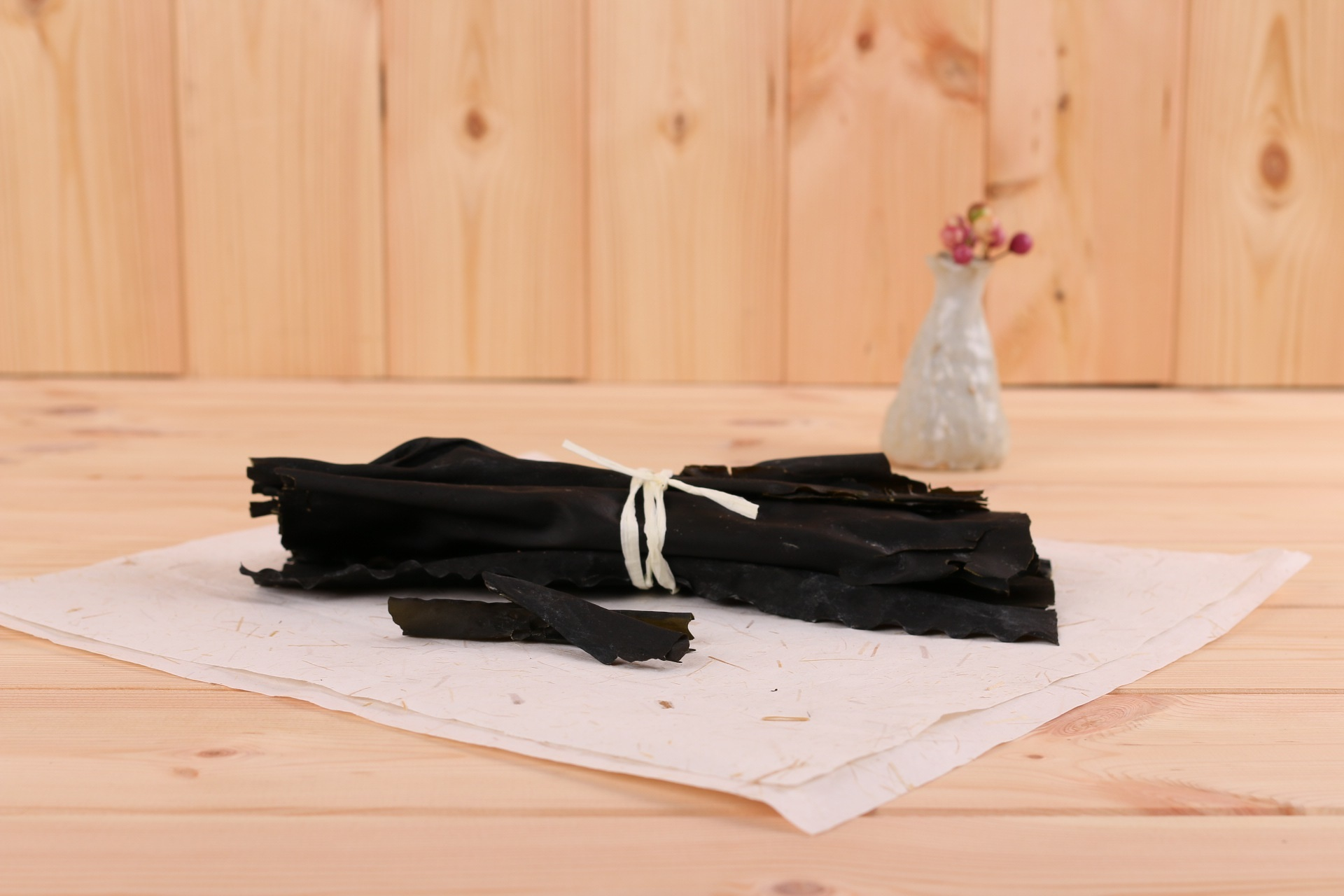
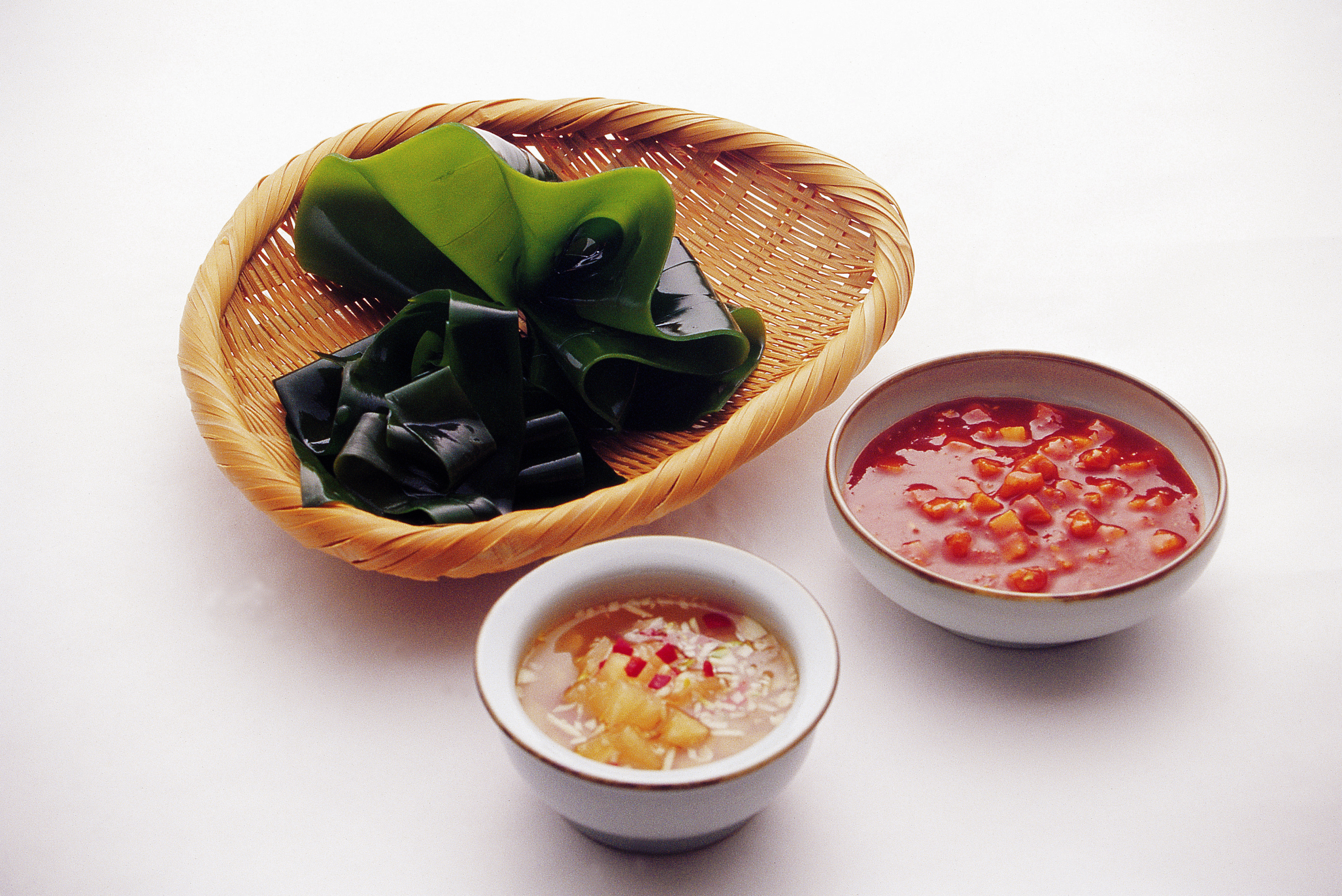
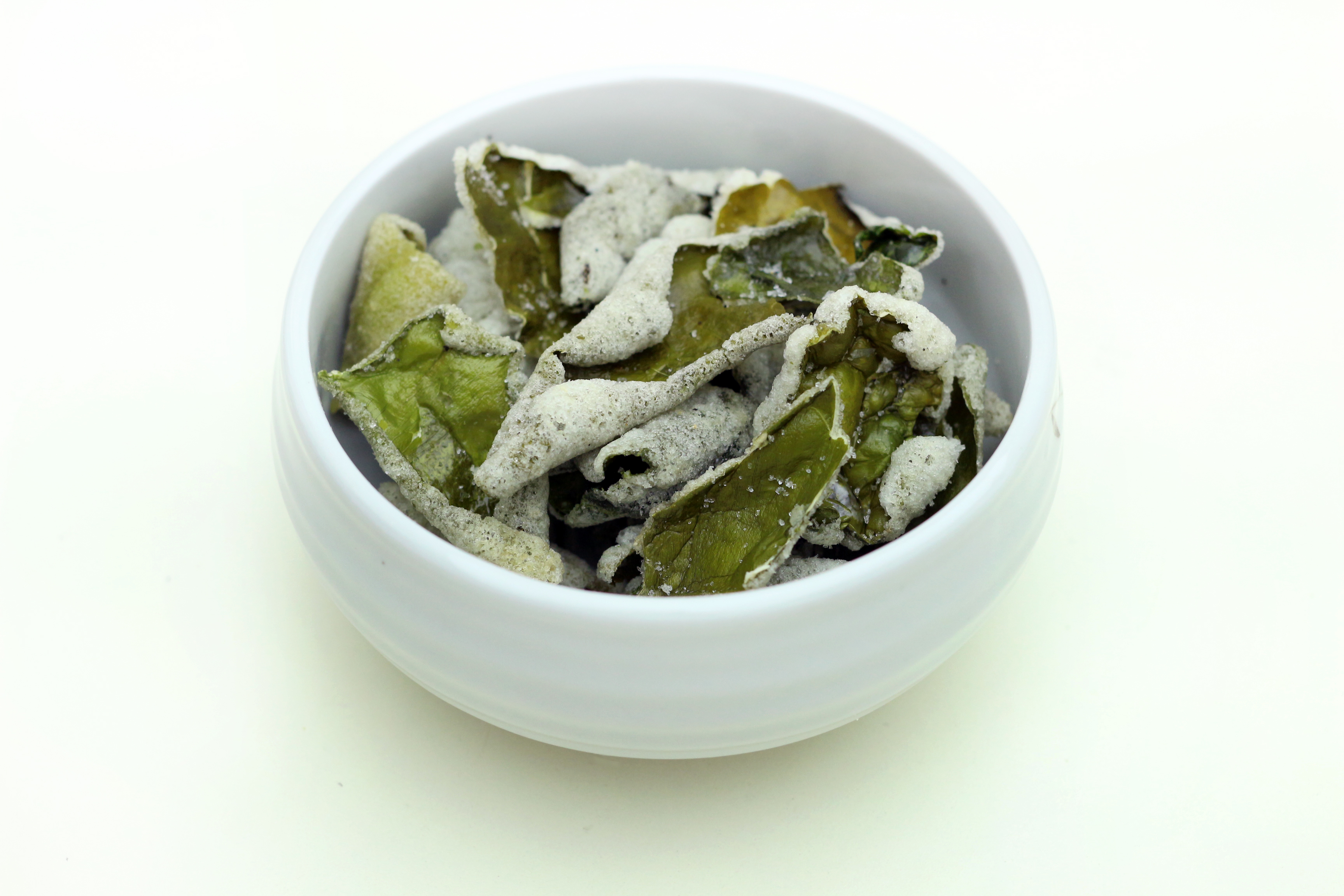